# 1864 (serie de televisión)
1864 es una serie de televisión dramático-histórica danesa emitida por la cadena pública Danmarks Radio. Narra la guerra de los Ducados, que enfrentó al Reino de Dinamarca con la Confederación Germánica (Prusia y el Imperio austríaco).  Escrita y dirigida por Ole Bornedal, está inspirada en la novela de Tom Buk-Swientys Slagtebænk Dybbøl. La serie es la producción de televisión más cara de la historia de Dinamarca con un presupuesto de 173 millones de coronas.
La serie de televisión se estrenó el 12 de octubre de 2014 en DR1, el 150.º aniversario de la guerra representada. El éxito de 1864 llevó a la decisión de editar la historia en un largometraje. La productora, Miso Film, anunció que dirigirá la película en condiciones de participar y optar al Oso de Oro en el Festival de Cine de Berlín en 2015.

## Sinopsis

### 1850
En 1851, la gente de una aldea danesa espera el regreso de los soldados victoriosos de la Primera Guerra de Schleswig. Entre los soldados se encuentra el agricultor Thøger Jensen, que sufrió una grave herida en la pierna y regresa con su esposa Karen y sus hijos Laust de 12 años y Peter, de 11 años. También regresa Didrich, hijo del terrateniente local, el Barón, que se desempeñó como capitán. Didrich ha sido severamente dañado psicológicamente por la guerra y también ha sido manchado por la cobardía; su padre revela que sobornó a sus compañeros oficiales para que no lo denunciaran a las autoridades militares. La madre de Didrich murió dándole a luz, y su padre (Waage Sandø) nunca lo ha perdonado; aunque es amable con sus inquilinos, trata a su hijo con desprecio.
Muy contentos de tener a su padre en casa, Laust y Peter también se hicieron amigos de Inge Juel, la enérgica hija del nuevo administrador de propiedades del barón. Didrich, que se está convirtiendo cada vez más en un alcohólico disoluto, tiene sentimientos hacia Inge, aunque ella es solo una niña. En las celebraciones del festival de la cosecha la propone, pero ella se da una bofetada y huye. Más tarde, Thøger, cuya herida nunca se curó realmente, muere repentinamente mientras trabaja en los campos. Laust va a trabajar para el barón como mozo de cuadra.
En Copenhague, el líder del Partido Nacional Liberal, D. G. Monrad, se encuentra con la famosa actriz Johanne Luise Heiberg, quien comienza a alentarlo en sus ideas nacionalistas.

### 1860
En la década de 1860, Monrad es ahora presidente del Consejo (primer ministro) y se ha convertido en un nacionalista convencido. Intenta activamente provocar la guerra con Prusia sobre el asunto de Schleswig-Holstein, aún alentada por la Sra. Heiberg. Monrad intenta persuadir al nuevo rey, Christian IX, que declarar la guerra mostraría a la gente que Christian, que nació en Schleswig y creció hablando alemán, es un verdadero danés. En Berlín, el rey Wilhelm, su ministro-presidente, Otto von Bismarck, y su jefe del Estado Mayor, el general Helmuth von Moltke, saludan a Dinamarca con su incredulidad.

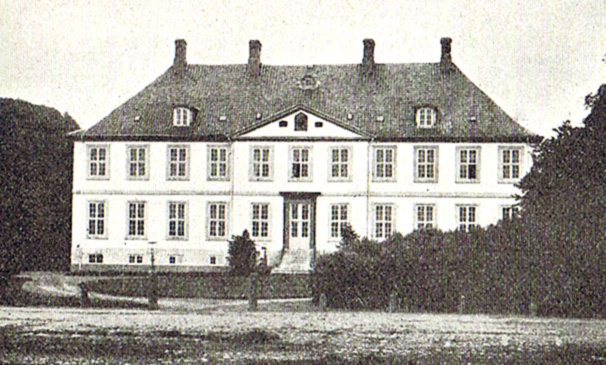
Hagenskov alrededor de 1900. Las partes centrales de las series de televisión se grabaron en este castillo en Ebberup.

En el pueblo, Laust y Peter se han convertido en hombres jóvenes, ahora ambos enamorados de Inge. Un grupo de gitanos liderados por Ignazio llega a la aldea y pide trabajo. Aunque el padre de Inge dice que necesitan ayuda con la cosecha, Didrich les ordena que se vayan. Más tarde, él y sus amigos disolutos capturan al hijo de Ignazio, Djargo, cazando faisanes en la tierra del barón y lo azotan severamente. Él es encontrado por Laust, Peter e Inge, quienes lo llevan al Barón. El barón castiga a su hijo y les da trabajo a los gitanos en la cosecha. También convence a Laust, Peter y su amigo Einar para que se unan al ejército.
Los hermanos completan su entrenamiento básico y regresan al pueblo de permiso, llegando a las celebraciones del festival de la cosecha. Se van con Inge y ambos terminan besándola. Sin embargo, después de que la abandonan, Laust, con el pretexto de ir en busca de su cuchillo perdido, regresa con ella sin que Peter lo sepa y hacen el amor. Más tarde, Didrich, borracho como de costumbre e incapaz de encontrar a Inge, viola a la bella y muda hija de Ignazio, Sofía, quien se guarda el ataque para sí misma.
Los hermanos regresan al ejército, donde ellos y Einar son asignados a una compañía de la 8.va Brigada. Allí se hacen amigos de Alfred, un ingenuo joven de Skagen, Erasmus, un alegre gigante barbudo que es un molinero en la vida civil, y Johan Larsen, un veterano de mediana edad que tiene una reputación de ser psíquico y pronto es ascendido a cabo. También forman buenas relaciones con el segundo al mando de la compañía, el joven teniente segundo Wilhelm Dinesen y con su suboficial principal, el sargento Jespersen.
Los planes de Monrad finalmente se realizan cuando anuncia que Dinamarca se ha anexionado por completo a Schleswig y Prusia no tiene más remedio que declarar la guerra. La octava brigada se envía al sur para ocupar Danevirke, una línea de fortificaciones que siempre se ha considerado como la frontera sur del país y que se considera en la mitología danesa como inexpugnable. Sin embargo, cuando llegan encuentran el Danevirke en ruinas, sin alojamiento de barracones. También se les asigna un nuevo comandante de compañía para reemplazar al antiguo oficial anciano y senil, que murió en el camino; es Didrich, que ha sido llamado a los colores.
Se ordena a la compañía a Mysunde, donde presencian la devastación de la Batalla de Mysunde, la primera batalla de la guerra, aunque Didrich los mantiene bien detrás de la acción. Laust y Peter le han estado escribiendo a Inge y ella a ellos, pero ella y Laust también han estado intercambiando más cartas secretas. Peter recibe uno de estos por error y se da cuenta de que su hermano se ha acostado con Inge. Devastado, él repudia a Laust. Didrich más tarde promueve a Johan a sargento y Laust a cabo.
Para el comandante danés, el general Christian de Meza, resulta obvio que no puede retener al Danevirke porque las marismas y el agua en las que había confiado para defender sus flancos se han congelado por el duro invierno y pide permiso para retirarse a Dybbøl, pero Monrad se niega. De Meza se retira de todos modos y es reemplazado por el poco imaginativo general Georg Gerlach, quien tiene la garantía de hacer todo lo que le pidan. Peter, Einar y Jespersen se encuentran entre un pequeño grupo liderado por Dinesen que se ofrecen voluntariamente para quedarse en el Danevirke para disparar las armas después de la retirada danesa. Se escapan justo antes de que lleguen los alemanes y son perseguidos por un grupo de húsares alemanes, que los capturan y ejecutan a un hombre antes que Dinesen, quien ha logrado escapar, reaparecer y sorprenderlos; cogidos por sorpresa, los daneses matan a todos los húsares. Dinesen comienza a tener una reputación de ferocidad e invencibilidad.

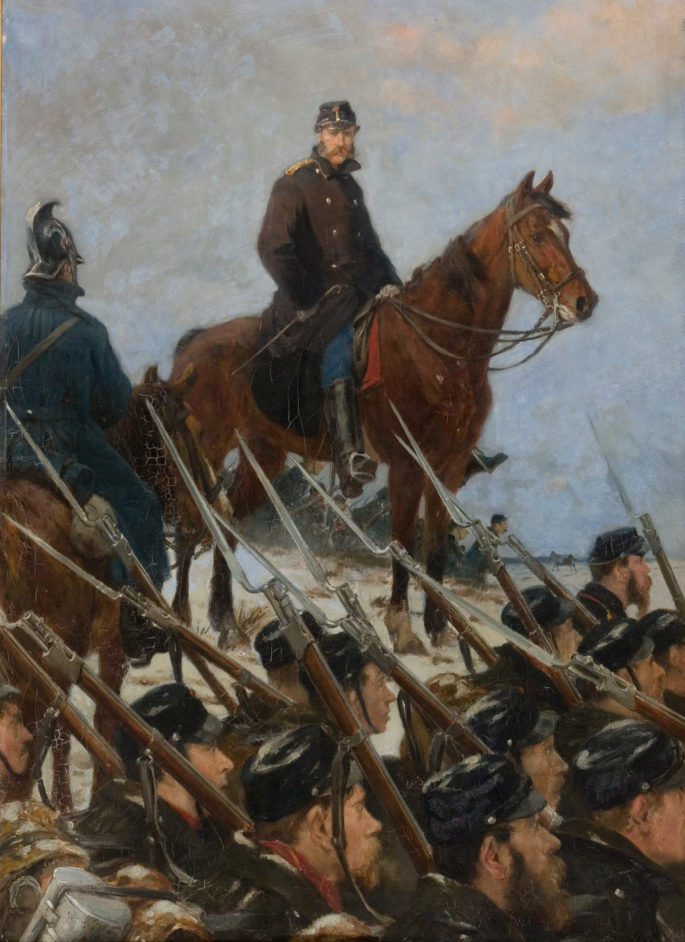
El teniente Max Müller en la batalla de Sankelmark, por Otto Bache (1886).

Mientras tanto, durante el retiro a Dybbøl, Didrich ordena a Laust saltar a un estanque congelado para recuperar un cañón que ha caído. Después de que sus amigos lo sacan, comienza a sufrir de hipotermia severa y él y sus amigos, incluyendo a Johan, Alfred y Erasmus. , comienzan a caer más atrás de la columna. De ese modo, se pierden la batalla de Sankelmark, aunque se encuentran con la sangrienta secuela.
De vuelta en el pueblo, Inge se da cuenta de que está embarazada de Laust. Su madre la repudia y se va con los gitanos cuando se dirigen hacia el sur para ver si pueden sacar provecho de la guerra. Durante el viaje, ella y Djargo se dan cuenta de que Sofía también está embarazada y Djargo jura matar a Didrich, a quien sospecha correctamente que ha violado a su hermana. Llegan a Dybbøl, donde Inge encuentra a Didrich, quien le dice que ambos hermanos están muertos.
El ejército danés excava en Dybbøl. Los grupos de Laust y Peter llegan, aunque no se encuentran. Laust, que ahora muere de neumonía, es llevada a un hospital militar donde Inge y Sofía están trabajando como enfermeras, aunque no se reúnen. Djargo se disfraza de soldado para tratar de matar a Didrich, pero es atrapado. Didrich quiere que lo ejecuten, pero Jespersen lo persuade de que esto sería un crimen y lo tiene encerrado en un dugout. Dinesen lidera a su grupo en una redada nocturna para matar a los músicos alemanes que han estado tocando marchas cerca de las líneas danesas. Celebrando después de la incursión exitosa, Alfred, que se unió al grupo, tiene demasiado para beber y se sube al parapeto, donde las dos manos le explotan al explotar. Más tarde muere de sangre en el hospital, donde Inge y Peter pasan uno al lado del otro pero no se dan cuenta del otro. Johan misteriosamente logra curar a Laust de su neumonía y regresa a la compañía.

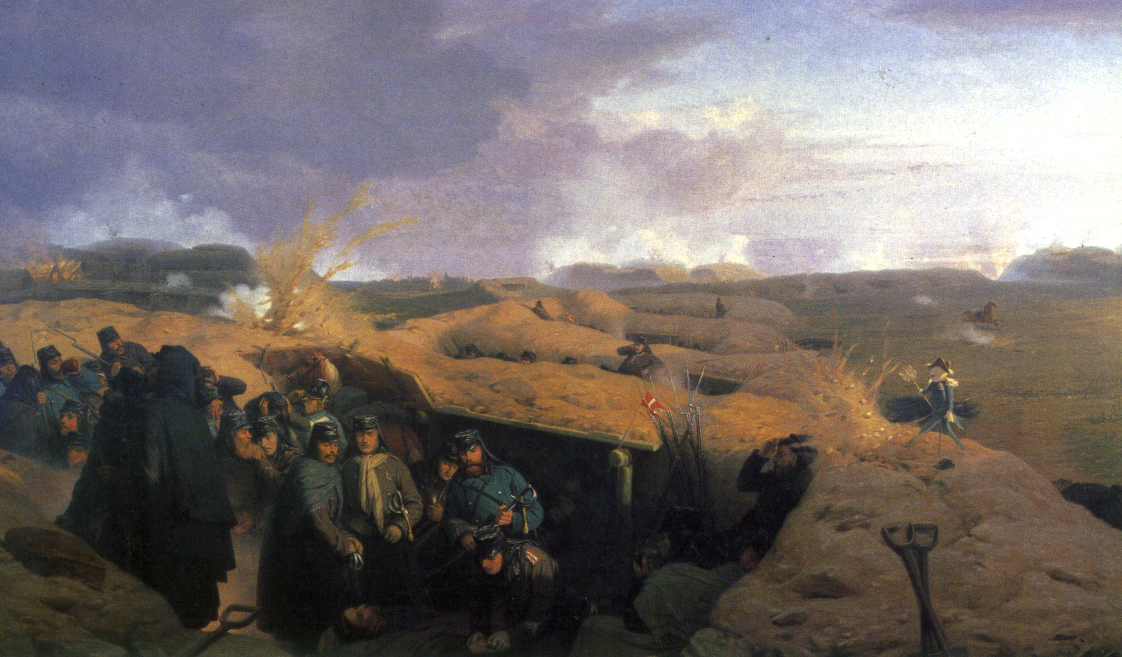
La Batalla de Dybbøl, de Jørgen Sonne (1871).

Finalmente, los alemanes atacan, comenzando con un incesante bombardeo de artillería de seis horas. Ahora están comandados por el muy competente príncipe Friedrich Karl, el sobrino del rey prusiano, que ha reemplazado al mariscal de campo von Wrangel, de 80 años y cada vez más senil. La mayoría de la compañía de Didrich están sosteniendo las trincheras, aunque los hombres de Dinesen están con el cuerpo principal de la brigada que está formando una reserva detrás de las líneas. El ataque de infantería alemana y Erasmus es asesinado. Djargo, que ha escapado durante el bombardeo, encuentra a Didrich y lo apuñala en el muslo, pero es asesinado por una bala perdida antes de que pueda acabar con el violador de su hermana. Didrich, aterrorizado y agazapado, se rinde a los alemanes, pero lo ignoran.
Los ataques de la 8.va Brigada, dirigidos por Dinesen después de que su comandante se niega a avanzar sin órdenes de sus superiores, y logra empujar a los alemanes hacia atrás temporalmente. Un contraataque alemán, sin embargo, destruye la brigada y mata a Jespersen, y Peter, atrapado detrás de las líneas enemigas, finalmente se da cuenta de que tiene que encontrar a su hermano. Mientras tanto, Laust ha descubierto a Didrich herido y asustado y comienza a llevarlo a un lugar seguro. Sin embargo, es visto y asesinado a tiros por los alemanes. Peter, que llegó demasiado tarde pero fue testigo de la muerte de su hermano, cae en estado de shock y es capturado y confinado en un hospital de prisioneros de guerra en Austria. Mientras tanto, Inge da a luz mientras la batalla se recrudece. Al darse cuenta de que su país es derrotado, el Rey Christian se rinde, aunque Monrad, abandonado por la Sra. Heiberg, todavía trata de persuadirlo de continuar luchando.

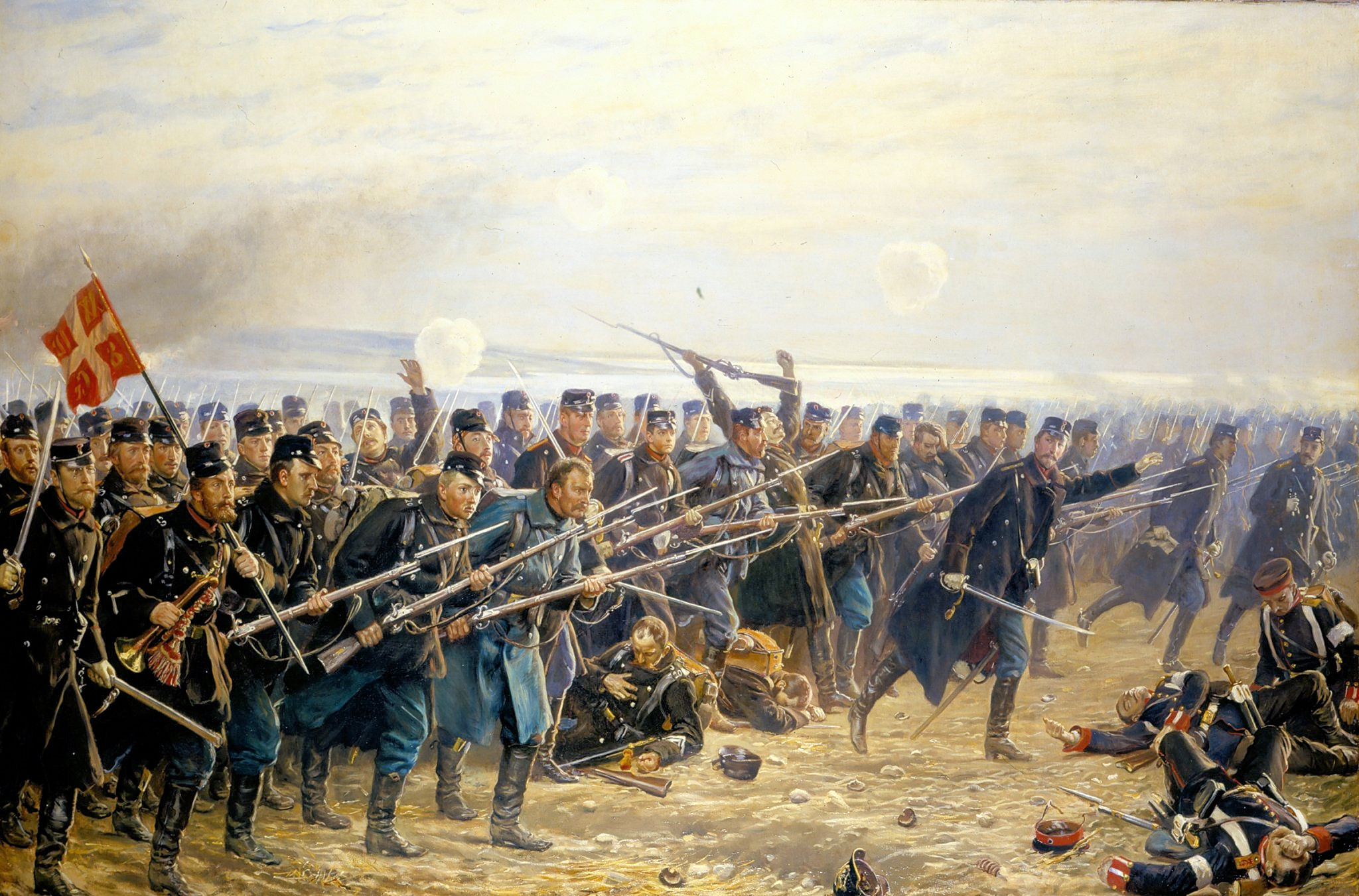
Ataque danés en la Batalla de Dybbøl, por Vilhelm Jacob Rosenstand (1894).

Johan se infiltra en las líneas alemanas la noche después de la batalla y recoge todos los papeles, cartas y fotografías de los cuerpos de sus compañeros muertos. Luego viaja por toda Dinamarca entregándoselos a sus familias. Cuando llega a la aldea de Laust y Peter, trata de darle la última carta de Laust a Inge, quien ha sido devuelta por sus padres, pero su madre Ingrid (Helle Fagralid) se niega a dejar que la vea y luego lee y quema la carta sin dar a ella. El barón le pregunta a Johan sobre Didrich, que está en un campo de prisioneros de guerra en Hamburgo, y Johan amargamente le dice la verdad: que su hijo es un cobarde y un desertor. Cuando se va, el barón se dispara.
Más tarde, se libera a Didrich y regresa al pueblo, para encontrarse como el nuevo Barón. Le pide a Inge que se case con él, lo que implica que la hija de un administrador de una finca sería una tonta al rechazar una oferta de ese tipo por parte de un noble. Aún creyendo que Laust y Peter están muertos, ella acepta, aunque se pone histérica cuando le quitan a su hija, a quien ella ha llamado Laust después de su padre; Didrich ha dejado en claro que no quiere al bastardo de otro hombre.
Dos años más tarde, Peter, ahora sano, en forma y saludable una vez más, finalmente se libera y se abre camino a través de Austria y Alemania hasta Dinamarca, encontrando en ruta tropas alemanas que ahora marchan para luchar contra sus antiguos aliados, los austriacos. Él regresa al pueblo para encontrar a Sofía y su bebé, a quien ella ha llamado Peter después de él, viviendo con su madre. Él va a ver a Inge, quien, embarazada de ella y el primer hijo de Didrich, se derrumba cuando lo ve y se da cuenta de que Didrich le mintió. Peter derriba a un Didrich típicamente ofensivo y se va. Encuentra poco Laust en el orfanato en el que ha sido abandonado y lo adopta como su propio hijo. Se enamora y se casa con Sofía, que ahora es capaz de hablar por lo menos de forma limitada, celebrando con su familia y amigos, incluido Einar, que también ha sobrevivido a la guerra. Monrad y su familia hacen planes para partir hacia Nueva Zelanda. La voz en off de Inge nos dice que ella y Didrich tuvieron varios hijos, cada uno de los cuales pareció calmarlo un poco más, aunque nunca fue verdaderamente normal.

### 2010
Una historia paralela y vinculada tiene lugar en la actualidad. La joven adolescente preocupada Claudia y su novio traficante de drogas, Zlatko, son llevados a un viaje escolar al campo de batalla Dybbøl, donde están aburridos y fuman marihuana. Poco después, Claudia, cuyo hermano fue asesinado mientras servía en el ejército en el extranjero (probablemente en Afganistán) y cuyos padres se han retirado a la depresión, deja la escuela y se le encuentra un trabajo temporal como cuidador del barón Severin. En sus noventa años, casi ciego, confinado a una silla de ruedas y probablemente sufriendo de demencia, Severin vive solo en su mansión, que pronto queda claro que es la misma mansión que antes era propiedad de Didrich. Mientras busca cosas para robar para financiar el tráfico de drogas de su novio, Claudia encuentra un diario escrito a mano, que resulta ser las memorias de Inge, escrito justo antes de su muerte en 1939. Inge era la abuela de Severin y le pide a Claudia que se lo lea. Ella comienza a regañadientes, pero pronto se entusiasma con la historia y con el viejo, y es esta historia, leída por Claudia e Inge, la que forma la voz en off en varios momentos de la serie.
Más tarde Claudia descubre que a través de su madre es la tatara-tatara-tatara-tatara de Sofía y que ella y Severin son primos lejanos (presumiblemente su tatara-tatara-tatara-tatara-tatara era el pequeño Peter, que era el hijo de Didrich, como lo era Severin padre). Ella trata de vender las joyas que le ha robado a Severin, pero el joyero sospecha y llama a la policía y ella huye a la mansión. Lágrimas le confiesa a Severin lo que ha hecho, pero él dice que la conoce y la perdona. Mientras le lee el final de la historia, se da cuenta de que él estaba con Inge al final y le escribió todo. Emocionada, ella le pregunta al respecto, pero luego se da cuenta de que el anciano murió mientras ella leía.

## Reparto
| Actor                   | Personaje                           |
| ----------------------- | ----------------------------------- |
| Pilou Asbæk             | Didrich                             |
| Jakob Oftebro           | Laust Jensen                        |
| Jens Sætter-Lassen      | Peter                               |
| Zlatko Burić            | Ignazio                             |
| Peter Gilsfort          | Administrador de la finca           |
| Rasmus Bjerg            | Coronel Møller                      |
| Johannes Lassen         | Wilhelm Dinesen                     |
| Peter Plaugborg         | Sargento                            |
| Rasmus Botoft           | Profesor del internado              |
| Helle Fagralid          | Ingrid                              |
| Louise Mieritz          | Emilie                              |
| Nicolas Bro             | Presidente del Consejo D. G. Monrad |
| Sidse Babett Knudsen    | Actriz Johanne Luise Heiberg        |
| Søren Malling           | Johan                               |
| Henrik Prip             | Cristián IX de Dinamarca            |
| Søren Pilmark           | Ministro de la Guerra E. A. Lundbye |
| Søren Sætter-Lassen     | General Christian de Meza           |
| Stig Hoffmeyer          | Hans Christian Andersen             |
| Henning Jensen          | Georg Daniel Gerlach                |
| Bent Mejding            | Barón Severin                       |
| Sarah-Sofie Boussnina   | Claudia                             |
| Anders Heinrichsen      | Joven Juul                          |
| Marie Tourell Søderberg | Inge                                |
| Rainer Bock             | Otto von Bismarck                   |
| Barbara Flynn           | Victoria del Reino Unido            |

## Producción
1864 fue producido por Miso Film para DR. Fue una coproducción con Film Fyn, TV2 (Noruega), TV4 (Suecia), SF Studios, ARTE, ZDF Enterprises y Sirena Film (República Checa). DR había producido recientemente las exitosas series The Killing, Borgen y Bron/Broen, y varias de las estrellas de esas series, como Lars Mikkelsen, Sidse Babett Knudsen y Søren Malling, estaban entre los actores. 1864 fue filmada en Dybbøl, escena de la batalla culminante de la guerra, en Svanninge Hills en Funen, y en Hagenskov, Egebjerggård y Hvidkilde, también en Funen. Las escenas de batalla fueron filmadas en la República Checa durante un período de siete semanas. Tom Buk-Swienty, en cuyos libros se basó la serie, fue un asesor histórico de la serie. Fue la serie de televisión más costosa jamás hecha en Dinamarca, con un costo proyectado de 173 millones de coronas (alrededor de $25 millones).

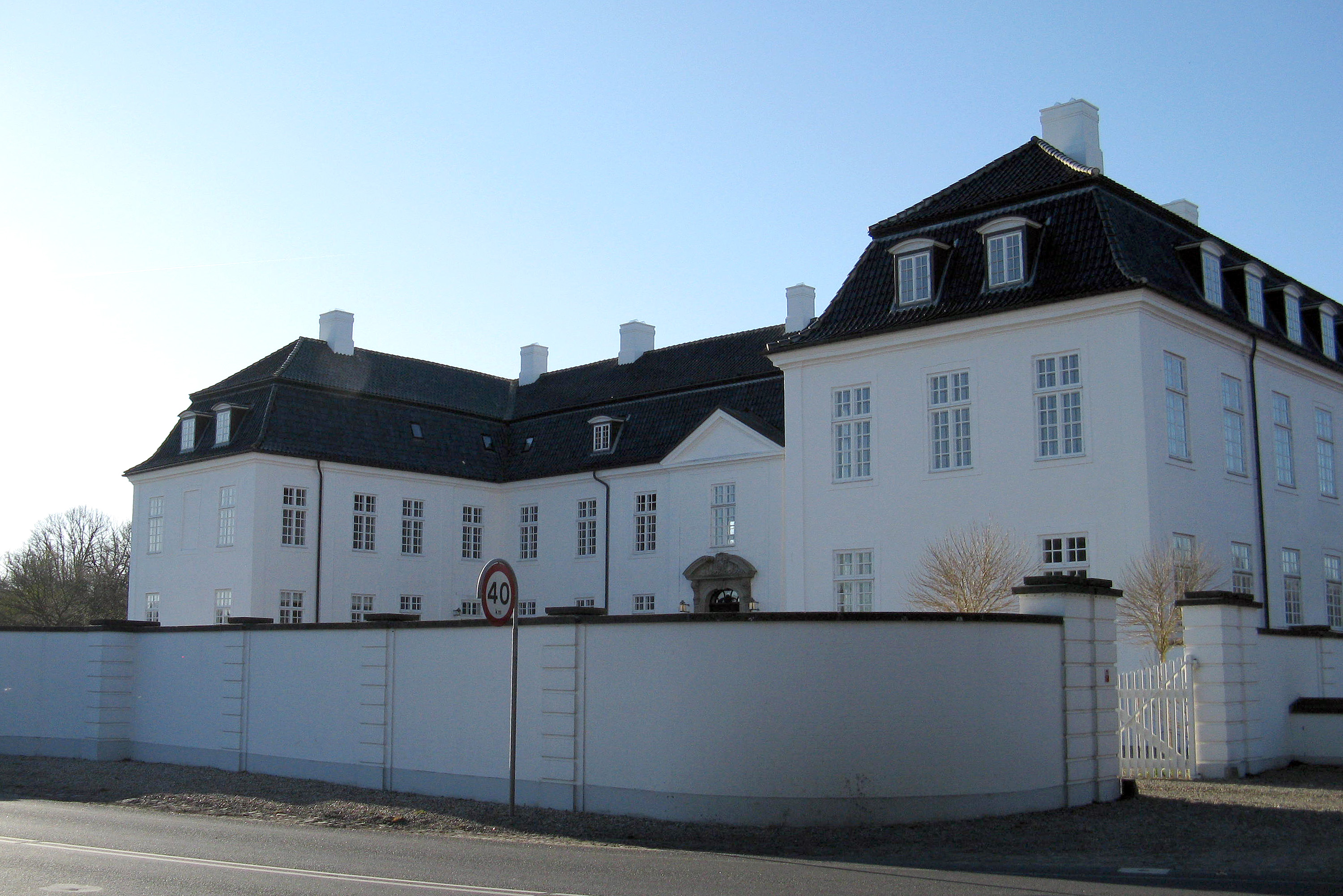
Hvidkilde. Las escenas de interior se grabaron aquí.

El director, Ole Bornedal, lo describió como "una historia clásica sobre el poder y el abuso de poder... de las personas que se separan". John Wilson, de la BBC, dijo que tenía "el sentido de la épica en escala" pero con "un gran trasfondo de tragedia".
El fondo de los créditos de apertura es la pintura Fra forposterne 1864 («Desde los puestos avanzados», 1864) de Vilhelm Rosenstand.

### Rigor histórico
En el tráiler de la serie de televisión y en la primera sección se afirmaba que la guerra de 1864 fue la más sangrienta en la historia de Dinamarca. Sin embargo, varios historiadores estuvieron de acuerdo en que esto es realmente incorrecto. Antes de 1864 Dinamarca estuvo involucrada en varias guerras sangrientas:  primera guerra de Schleswig (1848-1850), gran guerra del Norte (1709-1720) y la guerra de Escania (1675-1679). Un tráiler también mostró una cerca eléctrica corta en la imagen. No fue hasta 1925 cuando las cercas eléctricas llegaron a Dinamarca.
La serie de televisión mostraba a una familia gitana. La política Pia Kjærsgaard declaró que, hasta donde ella sabía, no había gitanos en Dinamarca en 1864. Bornedal se opuso fuertemente al reclamo de Kjærsgaard, que calificó como «simplemente incorrecto», al referirse al trabajo de Ditte Goldsmith, que afirma que ha habido gitanos en Dinamarca desde 1550. Se refirió a fuentes históricas, una de 1536 y otra de 1736, la Ley de Pobreza Holstein de Cristian VI. Estas fuentes muestran limitaciones en los derechos de los gitanos. En 1991, Tyge Krogh había resumido la situación de los gitanos en Dinamarca durante el período histórico al afirmar: «Desde la década de 1730 y los siguientes 100 años no hay señales de la presencia de gitanos en Dinamarca. Nuevamente grupos de gitanos en Dinamarca, probablemente como resultado de pasaportes más liberales, desarrollados en la década de 1840».

## Acogida
La serie dividió a los críticos en Dinamarca; algunos se mostraron entusiastas, alabando la espléndida fotografía, mientras que otros consideraron que el costo debería haberse utilizado para otros programas, especialmente para el cine negro escandinavo. Algunos críticos e historiadores daneses sintieron que la serie contenía inexactitudes históricas, particularmente en su afirmación de que el nacionalismo excesivo llevó a Dinamarca a una guerra que estaba destinada a terminar en una derrota. La guerra de 1864 tuvo un efecto profundo en Dinamarca, estableciendo el rumbo del país para su desarrollo moderno. Como resultado, Tom Buk-Swienty, el asesor histórico de la serie, creía que ese tipo de debate era inevitable. Por otro lado, el productor Peter Bose comentó: «Esperábamos debates, pero estábamos bastante sorprendidos por los continuos ataques».
En el Reino Unido la serie recibió el aplauso de la crítica. Andrew Collins, de The Guardian, dijo que «1864 realmente está en el rango más alto de la televisión» y que «la serie de televisión más cara de la historia danesa pone todas las coronas en la pantalla». Gerard O'Donovan, de The Telegraph, dijo que DR había «tomado un momento clave en la historia de su nación y lo hizo tan convincente como cualquier drama negro». Ellen E. Jones, en The Independent, dijo que «la escala de esta serie es demasiado ambiciosa para captarla en un solo episodio, pero mientras más mires, más profundamente serás absorbido».